# 울고 있는 여자
"울고 있는 여자"(Weeping Woman)는 한국에서 제작된 백승훈 감독의 2006년 드라마, 실험 영화이다. 지아 씨아오 예 등이 주연으로 출연하였다. 북경전영학원에서 제작하였다.

## 출연

### 주연
- 지아 씨아오 예
- 지아오 양
- 씨아 양 양

## 기타
- 프로듀서: 노현수
- 조명: 왕 진후이
- 조감독: 황팅팅
- 녹음: 짱 원
- 녹음: 짱 보
- 미술: 안 옌
- 미술: 후오 리 치앙